# Naître
Albums de Red Cardell
Bal à L'Ouest
(2004) Le Banquet de cristal
(2006)
Naître est le 9e album du groupe rock finistérien Red Cardell.

## Couleurs musicales et contenu
Cet album brasse rock et musique bretonne comme à l'habitude du groupe mais aussi programmations électroniques et world music. Les invités sur l'album sont nombreux on peut citer les rappeurs de Al K Traxx ou un voyage en Ukraine qui leur vaut d'enregistrer des chœurs ukrainiens et des musiciens de là-bas. Pierre Sangra (musicien multi-instrumentiste de Thomas Fersen) est aussi présent et invité sur 4 titres.

## Critique
« Précurseur et novateur, un peu en marge de la vague néo-celtique, Red Cardell nous propose un 9e album qui cabote du rock au tango, de la chanson au reggae dub avec pour fil conducteur la musique traditionnelle. Celle qui fait bouger, sur des rythmes berbères, des voix ukrainiennes et des danses bretonnes. Au cœur d’ambiances parfois électro se côtoient : des mélopées extraites d’archives sonores collectées en Bretagne dans les années 50, un orgue et une bombarde ainsi qu’un accordéon numérique très tonique. Déclamés sur un mode incantatoire, les textes engagés ou poétiques sont loin d’être des mots plaqués sur de subtils arrangements. Maîtrisant parfaitement la scène (avec 1500 concerts à leur actif), ils démontrent encore une fois leur virtuosité en studio. »
— Jean-Yves Allard - Mondomix.

### Titres
1. Poitou
2. Davaï
3. Cœur léger
4. La Fête au village
5. Philomène
6. Gare de Guer
7. Voir
8. Kazaktchok
9. Naître
10. Bal à l'Ouest
11. Là où je vais
12. Cantine
13. La Masse
14. Le Sable

### Invités
- Al K Traxx : chant, scratch
- Farid Aït Siameur : chant
- Robert Kervran : accordéon
- Louise Ebrel : chant
- Pierre Sangra : Violon, oud, mandoline et ukulélé
- Iryna Klymenko, Olena Babienko et Olena Goncharenko : chants
- Sergiy Okhrimchuk : violon
- Evgeni Didik : trompette
- Vasyl Palanuk : guimbarde

## Réception
Michel Toutous, dans la revue ArMen, estime que cet opus est le meilleur depuis Rock'n roll Comédie et qu'il « devrait constituer une nouvelle étape dans leur carrière tant il se révèle foisonnant de trouvailles, et pour tout dire une magnifique réussite. »

### Récompenses
- grand prix du disque du Télégramme 2007
- « coup de chœur » Chorus